# Nordische Skiweltmeisterschaften 1941
Die Nordischen Skiweltmeisterschaften des Jahres 1940 sollten in Norwegen stattfinden. Aufgrund der Kriegsereignisse wurde die Veranstaltung jedoch abgesagt und wurden schließlich mit einem Jahr Verspätung vom 1. bis 10. Februar 1941 gemeinsam mit den Alpinen Skiweltmeisterschaften durchgeführt.

## Weltmeisterschaften im Zeichen eines Weltkriegs
Aus zeitgenössischen Berichten geht hervor, dass die kriegsbedingte Absage der zunächst für 1940 in Norwegen vorgesehenen Veranstaltung umstritten war. Gegner der Absage brachten vor, dass z. B. die norwegischen Meisterschaften im selben Jahr problemlos hatten durchgeführt werden können.
Im italienischen Wintersportort Cortina d’Ampezzo wurden im Jahr darauf diese Nordischen Skiweltmeisterschaften für die Zeit vom 1. bis 10. Februar gemeinsam mit den Alpinen Skiweltmeisterschaften organisiert. Später erklärte die FIS bei ihrem Kongress in Pau 1946 nachträglich beide Weltmeisterschaften für ungültig, unter anderem da eine Vielzahl von Nationen aufgrund des Zweiten Weltkrieges nicht daran teilnahmen. Es wurden Medaillen vergeben, die jedoch nach dem Beschluss der FIS von 1946 ihren offiziellen Status verloren und nicht mehr gezählt werden.
Trotz des fast gänzlichen Fehlens der Sportler aus Norwegen übten die Skandinavier wieder eine hohe Dominanz aus. Nur in der Nordischen Kombination und in der Langlaufstaffel konnten andere Nationen außer den Finnen und Schweden Medaillen gewinnen.

## Medaillenspiegel
Da diese Weltmeisterschaften nur inoffiziellen Charakter haben, geht die Medaillenwertung nicht in die Gesamtwertung der Medaillenzählung für Weltmeisterschaften mit ein. In der folgenden Übersicht ist außerdem der sowieso nur inoffizielle Militärpatrouillenlauf nicht miteinbezogen.
| Platz | Nation          | Gold | Silber | Bronze | Gesamt |
| ----- | --------------- | ---- | ------ | ------ | ------ |
| 01    | Finnland        | 3    | 3      | 1      | 7      |
| 02    | Schweden        | 1    | 2      | 2      | 5      |
| 03    | Deutsches Reich | 1    | 0      | 1      | 2      |
| 04    | Italien         | 0    | 0      | 1      | 1      |

| Platz | Sportler            | Gold | Silber | Bronze | Gesamt |
| ----- | ------------------- | ---- | ------ | ------ | ------ |
| 01    | Jussi Kurikkala     | 2    | 1      | 0      | 3      |
| 02    | Alfred Dahlqvist    | 1    | 2      | 0      | 3      |
| 03    | Lauri Silvennoinen  | 1    | 0      | 1      | 2      |
| 04    | Gustl Berauer       | 1    | 0      | 0      | 1      |
| 04    | Paavo Vierto        | 1    | 0      | 0      | 1      |
| 04    | Martti Lauronen     | 1    | 0      | 0      | 1      |
| 04    | Eino Olkinuora      | 1    | 0      | 0      | 1      |
| 08    | Pauli Salonen       | 0    | 1      | 0      | 1      |
| 08    | Leo Laakso          | 0    | 1      | 0      | 1      |
| 08    | Carl Pahlin         | 0    | 1      | 0      | 1      |
| 08    | Donald Johansson    | 0    | 1      | 0      | 1      |
| 08    | Nils Östensson      | 0    | 1      | 0      | 1      |
| 14    | Josef Gstrein       | 0    | 0      | 1      | 1      |
| 14    | Sven Selånger       | 0    | 0      | 1      | 1      |
| 14    | Elis Wiklund        | 0    | 0      | 1      | 1      |
| 14    | Aristide Compagnoni | 0    | 0      | 1      | 1      |
| 14    | Severino Compagnoni | 0    | 0      | 1      | 1      |
| 14    | Alberto Jammaron    | 0    | 0      | 1      | 1      |
| 14    | Giulio Gerardi      | 0    | 0      | 1      | 1      |

## Resultate Skilanglauf Männer
- Detaillierte Ergebnisse

### Skilanglauf 18 km
| Platz | Sportler            | Land            | Zeit        |
| ----- | ------------------- | --------------- | ----------- |
| 1     | Alfred Dahlqvist    | Schweden        | 1:05:25 h   |
| 2     | Juho Kurikkala      | Finnland        | 1:07:35,2 h |
| 3     | Lauri Silvennoinen  | Finnland        | 1:08:13 h   |
| 4     | Aristide Compagnoni | Italien         | 1:08:15 h   |
| 5     | Valter Forssell     | Finnland        | 1:08:23 h   |
| 6     | Carl Pahlin         | Schweden        | 1:08:28 h   |
| 7     | Donald Johansson    | Schweden        | 1:08:38 h   |
| 8     | Martin Matsbo       | Schweden        | 1:08:58,4 h |
| 9     | Gustav Berauer      | Deutsches Reich | 1:09:08 h   |
| 10    | Martti Lauronen     | Finnland        | 1:09:14,2 h |

Datum: Mittwoch, 5. Februar 1941

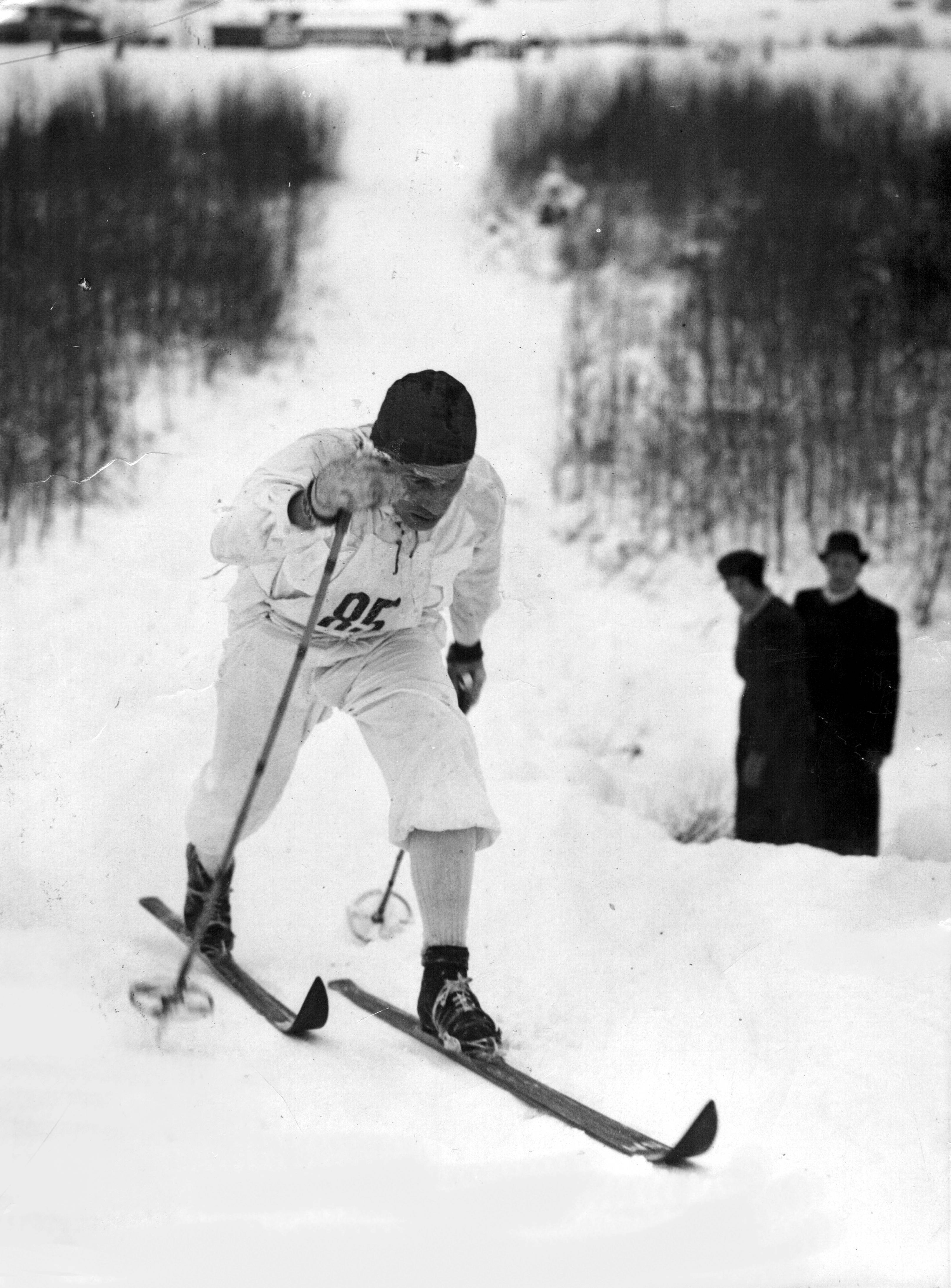
Alfred Dahlqvist – Weltmeister im 18-km-Langlauf

Für den 18-km-Lauf, der wie damals üblich gemeinsam mit den Teilnehmern an der Nordischen Kombination durchgeführt wurde, standen 96 Läufer auf der Startliste, darunter waren auch elf aus der Schweiz, wobei Adolf Freiburghaus verzichtet hatte, weil er sich für den 50-km-Lauf schonen wollte.

Es hatte in der Nacht auf den 5. Februar stark geschneit, gegen Morgen war es kalt geworden. Eine Kompagnie von Alpini hatte eine meterbreite ganz famose Spur und auch daneben eine vorbildliche Stockspur gelegt, so dass die Bedingungen bei Sonnenschein vorbildlich waren.

Die Piste führte rechts taleinwärts, mit einer drei km langen Steigung beginnend, und kam dann auf die linke Talseite hinüber zum Kulminationspunkt, über die Faloria, weiter dann hinunter und über den Bach, wonach es scharf bei 100 m aufwärts ging. Insgesamt waren 600 m Steigung zu überwinden. Start und Ziel befanden sich im Eisstadion.

Insgesamt gingen 84 Läufer an den Start, von denen einer aufgab. Wenngleich in den ersten Zehn je vier Schweden und Finnen erschienen, wurde von einer „neuen Epoche in der FIS-Geschichte“ gesprochen, denn die Mitteleuropäer hatten mit respektablem Erfolg in den Kampf eingreifen können und ab Rang drei waren bereits acht Läufer im Abstand von einer Minute klassiert, aber die gesamte Rangliste wies dasselbe Bild mit bloß Sekundenabständen auf. Der Klassenunterschied war geringer geworden. Sieger Alfred Dahlqvist (nach seiner Heimatstadt Hasjö auch„Hasjö-Dahlqvist“ genannt) nahm eine Sonderstellung ein. Es gab neben dem „Norsker-Duell“ Schweden contra Finnland auch ein mitteleuropäisches, wobei zunächst Deutschland mit Gustl Berauer (am Ende Gesamtrang neun und Platz eins in der Nordischen Kombination) vorne lag, ehe mit Nr. 92 Aristide Compagnoni auf den vierten Gesamtrang vorstieß. Italien holte mit seinen sechs Besten 102 Rangpunkte und lag vor Deutschland (145 Rangpunkte). Bei den Schweizern war Adi Gamma mit seinem 31. Rang (und dritten Rang in der Kombination) der Beste.

### Dauerlauf 50 km
| Platz | Sportler           | Land            | Zeit      |
| ----- | ------------------ | --------------- | --------- |
| 1     | Juho Kurikkala     | Finnland        | 3:36:35 h |
| 2     | Alfred Dahlqvist   | Schweden        | 3:41:44 h |
| 3     | Elis Wiklund       | Schweden        | 3:42:44 h |
| 4     | Lars Back          | Schweden        | 3:47:27 h |
| 5     | Adolf Freiburghaus | Schweiz         | 3:48:37 h |
| 6     | Martti Lauronen    | Finnland        | 3:49:10 h |
| 7     | Kalle Jalkanen     | Finnland        | 3:51:33 h |
| 8     | Hans Kasebacher    | Deutsches Reich | 3:53:00 h |
| 9     | Hjalmar Lauri      | Finnland        | 4:01:12 h |
| 10    | Silvio Confortola  | Italien         | 4:01:54 h |

Datum: Samstag, 8. Februar 1941

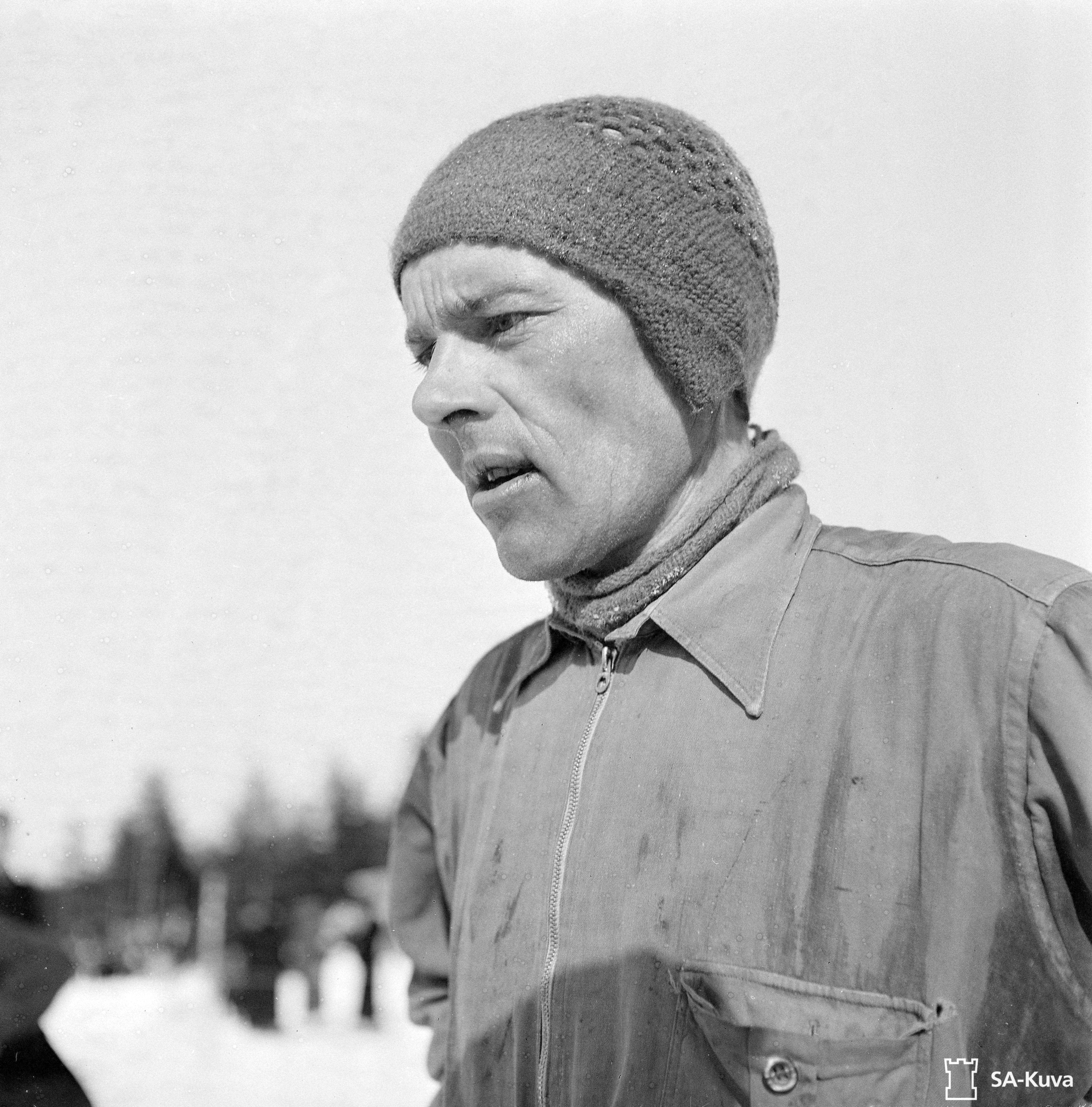
Der siegreiche Juho Kurikkala im Jahr 1944

Teilnehmer: 47 genannt; 32 gestartet; 18 gewertet
Der zweitplatzierte Schwede Mauritz Brännström war bei einem Kontrollpunkt nicht erschienen und wurde deshalb am 9. Februar nachträglich aus der Wertung genommen. Später wurde er jedoch wieder in das Klassement aufgenommen, da Gustav Berauer und Vinzenz (vormals Vincenzo) Demetz bestätigten, dass er den Kontrollposten passiert hatte.
Laut Meldung von «Sport Zürich» hatten 45 genannt, waren 31 Läufer gestartet und zehn hatten aufgegeben (davon zwei Schweden, fünf Finnen sowie je ein Italiener und Deutscher) – und als Letzter war der Slowake Zubor ins Ziel gekommen. Von Demetz wurde berichtet, dass er nach Skibruch auf Ersatzskiern weitergelaufen sei und nochmals einen Bruch erlitten habe.
Für die Schweiz war nicht nur der fünfte Rang von Adolf Freiburghaus einer der größten Erfolge, sondern auch, dass es gelungen war, alle vier Starter in die Wertung zu bringen, während andere Nationen Aufgaben hinnehmen mussten. Ebenfalls ein fünfter Rang war 1935 in Vysoké Tatry durch Kilian Ogi gelungen – auch damals im 50-km-Wettbewerb. Außerdem hatte damals der Zürcher H. Müller Platz elf belegt. Adi Gamma startete statt des vorgesehenen Victor Borghi.
Größter Gegner der Athleten waren die warmen Temperaturen und der Scirocco: beim Start hatte es bereits 2° Celsius über Null und später sogar 6° Celsius. Die Konkurrenten waren verzweifelt, sie mussten unterwegs mehrmals neu wachsen, Freiburghaus tat es dreimal, der spätere Sieger Juho Kurikkala viermal. Zwischen Kilometer 23 und 30 und auch im Schlussstück hatten die Läufer gegen den stürmisch anbrausenden Wind anzukämpfen. Der Finne Eino Olkinuora, nach fünfzehn Kilometern der Schnellste (1:51 min vor dem dort Zweiten Kurikkala), gab das Rennen nach 25 km auf. Der zweite Deutsche Hans Kasebacher hatte die Start-Nr. 1 und daher keine Orientierung. Er kam als Erster ins Ziel, ab Kilometer 25 fiel er von Zwischenrang sieben auf Endrang neun zurück.
Brännström, sechs Minuten vor Kurikkala gestartet, lief zur Hälfte des Rennens gleichzeitig mit diesem durch das Stadion und kam zu Rennschluss lange vor dem Finnen ins Ziel, was darauf schließen ließ, dass er den zweiten Teil sehr schnell gelaufen war (vier Minuten schneller als Kurikkala). Sogar sein Sieg schien möglich zu sein. Nach 25 km lag der Schwede auf Rang sechs in 1:49:27 min – Kurikkala als Erster wies 1:43:25 min auf und führte nach 40 km in 2:51:13 min vor Brännström (2:55:00 min).

### 4 × 10-km-Staffel
| Platz | Land            | Sportler                                                                | Zeit         |
| ----- | --------------- | ----------------------------------------------------------------------- | ------------ |
| 1     | Finnland        | Martti Lauronen Juho Kurikkala Lauri Silvennoinen Eino Olkinuora        | 2:31:07,69   |
| 2     | Schweden        | Carl Pahlin Donald Johansson Nils Östensson Alfred Dahlqvist            | 2:32:15,42 h |
| 3     | Italien         | Aristide Compagnoni Severino Compagnoni Alberto Jammaron Giulio Gerardi | 2:33:50,21 h |
| 4     | Deutsches Reich | Josef Gstrein Hermann Azzolini Vinzenz Demetz Gustav Berauer            | 2:38:10,82 h |
| 5     | Schweiz         | Adolf Freiburghaus Victor Borghi Walter Fux Adi Gamma                   | 2:50:26,23 h |
| 6     | Slowakei        | Josef Šoltéz Lukáš Michalák Bretislav Cagašík Karol Bruk                | 3:07:34,20   |

Datum: Montag, 3. Februar 1941
Teilnehmer: 6 Mannschaften gemeldet; 6 gestartet; 6 gewertet
Die deutsche Mannschaft setzte sich ausschließlich aus Teilnehmern vereinnahmter Gebiete (Österreich, Tschechoslowakei) und aus optierten Südtirolern, die nunmehr in Innsbruck ansässig waren und dem dortigen Skiklub angehörten, zusammen.
Die Schweizer ermittelten die Staffelzusammensetzung noch in einem Ausscheidungslauf am 31. Januar, an dem auch ihre übrigen Langläufer und auch die Teilnehmer an der Militärpatrouille mitmachten. Favorisiert wurden die Finnen und Schweden. Das Rennen wurde über zwei verschiedene Schleifen mit je zehn Kilometern geführt, die abwechselnd befahren wurden. Die erste dieser beiden Runden war die schwierigere, sie führte über die Osthänge des Tals gleich vom Stadion steil aufwärts, dann ging es flach und auf wieder coupiertem Gelände auf 1454 m Höhe. Anschließend ging es auf 1150 m, den tiefsten Punkt mit einem nachfolgend noch einen längeren Anstieg. Die andere Schleife war westlich von Cortina angelegt, der höchste Punkt nahe dem Gedinasee betrug 1449 m.
Vorerst bahnte sich eine Überraschung an, denn nach den ersten zehn Kilometern führte Italien mit Aristide Compagnoni in 38:58,51 min vor Finnland (39:23,66 min) und Schweden (40:38,73 min). Deutschland vor der Schweiz und der Slowakei lautete die weitere Reihenfolge. Noch nie war es in der Geschichte der «FIS-Rennen» (gemeint waren Weltmeisterschaften) vorgekommen, dass ein anderer als ein Nordländer in einer Stafette die Führung innehatte. Dies war vor allem auch deshalb bemerkenswert, weil die italienische Equipe zwei ihrer besten Läufer ( Herrmann Azzolini und Vinzenz (vormals Vincenzo) Demetz) an Deutschland hatte abgeben müssen. Doch das finnische Team war keineswegs erschrocken, bereits Jussi Kurikkala war derjenige, der den Suomi-Sieg einleitete und schneller als alle Schweden lief. Um 3,5 min langsamer war sein direkter Staffelkonkurrent Severino Compagnoni aus Italien. Die Zwischenreihung lautete nun Finnland in 1:14:40,81 h vor Italien (1:16:51:19 h), Schweden (1:17:41,76 h) – an den weiteren Plätzen hatte sich nichts geändert und sollte sich auch nichts mehr ändern.
Für den dritten Abschnitt hatte Schweden seinen neuen «Wunderläufer» (auch als «Mann der Saison» tituliert) eingesetzt, und Nils Östensson gelang es auch, auf den Italiener Alberto Jammaron aufzulaufen. Klar wurde aber auch, dass der Finne schon nach fünf Kilometern auf den Lauri Silvennoinen weitere Sekunden verloren hatte. Auf der restlichen Strecke allerdings verringerte Östensson den Rückstand wieder, insgesamt war er um ca. zwanzig Sekunden schneller als Silvennoinen. Spannend wurde der Kampf um Bronze zwischen Italien mit Jammaron und Deutschland mit Jammarons Ex-Kameraden Demetz. Zwischenklassement: 1. Finnland 1:52:58,81 h – 2. Schweden 1:55:30,24 h – 3. Italien 1:56,54,00 h.
Für Schweden war ihr Schlussläufer Alfred Dahlqvist die letzte Hoffnung, allerdings hätte dieser eine eisige Piste bevorzugt. Wenngleich sein finnischer Gegner Eino Olkinuora schon weit weg war, gab der Schwede nicht auf. Er konnte auch aufholen, doch das erschreckte den Führenden nicht, wenngleich er nur viertbeste Zeit hinter Dahlqvist, dem Italiener Giulio Gerardi und dem Deutschen Gustav Berauer erreichte.
Die Schweizer hatten sich mehr erwartet, ihre Gesamtanalyse lautete, dass man mit dem Gelände nicht wunschgemäß zurechtgekommen sei, weshalb angeregt wurde, für künftige Großereignisse auf Strecken zu trainieren, welche Weltmeisterschaftsparcours identisch sind. Jedenfalls war man nicht so schlecht, wie es in den zwölf Minuten Rückstand aussah. Ein Hauptgrund lag darin, dass bereits Startläufer Adolf Freiburghaus das falsche Wachs erwischt und mit ca. drei Minuten auf Rang vier zu viel verloren hatte. Der Rückstand vergrößerte sich bei Victor Borghi auf ca. 5,8 Minuten, sodass für die weiteren beiden Läufer kein Anreiz mehr bestand, alles aus sich herauszuholen.
Im Kampf um Bronze setzte sich Italien mit einem Vorsprung von ca. viereinhalb Minuten am Ende deutlich gegen das deutsche Team durch.

## Resultat Skispringen Männer
- Detaillierte Ergebnisse

### Großschanze K-70
| Platz | Sportler         | Land            | Weite 1 | Weite 2 | Note   |
| ----- | ---------------- | --------------- | ------- | ------- | ------ |
| 1     | Paavo Vierto     | Finnland        | 64,5 m  | 75,5 m  | 221,50 |
| 2     | Leo Laakso       | Finnland        | 67,5 m  | 72,0 m  | 220,50 |
| 3     | Sven Selånger    | Schweden        | 63,0 m  | 73,5 m  | 218,30 |
| 4     | Josef Weiler     | Deutsches Reich | 67,0 m  | 76,5 m  | 217,70 |
| 5     | Josef Bradl      | Deutsches Reich | 63,0 m  | 74,5 m  | 216,40 |
| 6     | Erik Lindström   | Schweden        | 62,0 m  | 72,0 m  | 215,80 |
| 7     | Niilo Toppila    | Finnland        | 63,0 m  | 70,5 m  | 214,17 |
| 8     | Heinrich Klopfer | Deutsches Reich | 61,5 m  | 71,5 m  | 212,40 |
| 9     | Randmod Sörensen | Norwegen        | 62,0 m  | 71,0 m  | 211,40 |
| 10    | Heinz Palme      | Deutsches Reich | 62,0 m  | 71,0 m  | 209,90 |
| 10    | Paul Kraus       | Deutsches Reich | 61,5 m  | 69,5 m  | 209,90 |

Datum: Sonntag, 9. Februar 1941
Sprungschanze: Trampolino Italia (K-70)
Wie schon im 50-km-Langlauf war es frühlingswarm, jedoch windstill. Es taute, man ging in Hemdsärmeln. Etwa 10.000 Zuschauer waren gekommen, 47 Springer waren für die beiden Durchgänge eingeschrieben, nur vierzig gingen an den Start, der Schweizer Walter Fux eröffnete. Der Anlauf im ersten Durchgang war sehr eingeschränkt, der Italiener Bruno da Col trat nach Sturz nicht mehr an. Im zweiten Durchgang waren drei Stürze zu verzeichnen. Negativ fiel auf, dass mehrere einheimische Springer, die noch in der Lernphase waren, mitmachen durften, obwohl sie bei einer solchen Klasse-Konkurrenz nichts zu suchen gehabt hätten.
Für die deutschen Springer war das Resultat nicht nachvollziehbar, denn der Schwede Sven Selånger – früher Sven Eriksson – war als Dritter um sieben Meter kürzer als Josef Weiler gesprungen, der sogar alle Konkurrenten um dreieinhalb Meter übertroffen hatte. Aber die Punkterichter, die ein größeres Augenmerk auf den Absprung legten, werteten Selångers hervorragenden Stil sehr hoch. Weiler war jedenfalls eindeutig besser als sein als Titelverteidiger angetretener Landsmann Sepp Bradl, der sich nicht in Bestform befand. Schnell wurde deutlich, dass Bradl seinen Titel von Zakopane nicht würde verteidigen können. Weiler war ein einäugiger Springer, er hatte zwei Jahre zuvor in Sestriere bei einem Sturz ein Auge verloren und trotzdem seine Karriere fortgesetzt.
Im Anschluss wurde in Frage gestellt, ob weiterhin dem Stil eine so große Bedeutung beizumessen sei oder in erster Linie die Sprunglängen maßgeblich sein sollten. Die Schweizer profitierten bei diesem Springen von der Stilbewertung. Resümee war, dass nur die Hälfte aller Teilnehmer die Klasse hatten, an einer Weltmeisterschaft teilzunehmen. Lediglich die ersten Sechs waren in der Lage, die fehlenden Norweger zu ersetzen – der einzige teilnehmende Norweger Randmod Sörensen war nicht einmal mehr norwegische Spitzenklasse.

## Resultat Nordische Kombination Männer
- Detaillierte Ergebnisse

### Einzel (Großschanze K-70/18 km)

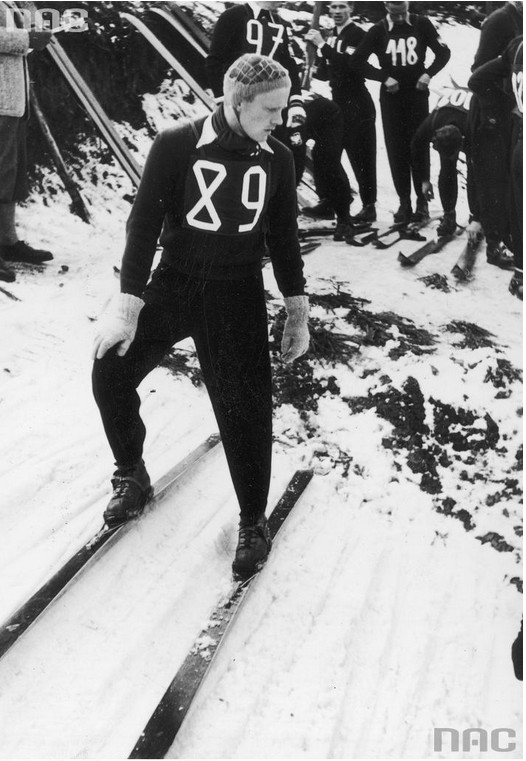
Titelverteidiger Gustl Berauer siegte erneut

| Platz | Sportler       | Land            | Punkte |
| ----- | -------------- | --------------- | ------ |
| 1     | Gustav Berauer | Deutsches Reich | 431,8  |
| 2     | Pauli Salonen  | Finnland        | 414,8  |
| 3     | Josef Gstrein  | Deutsches Reich | 406,2  |
| 4     | Kalervo Kaplas | Finnland        | 392,4  |
| 5     | Timo Murama    | Finnland        | 391,6  |
| 6     | Sven Selånger  | Schweden        | 391,5  |
| 7     | Bruno Da Col   | Italien         | 390,6  |
| 8     | Hans Lahr      | Deutsches Reich | 389,3  |
| 9     | Walter Fux     | Schweiz         | 388,7  |
| 10    | Niilo Nikunen  | Finnland        | 387,6  |

Datum:
Skilanglauf: Mittwoch, 5. Februar 1941
Donnerstag, 6. Februar 1941
Austragungsorte:
Skilanglauf: Cortina d’Ampezzo
Sprunglauf: Trampolino Italia
Teilnehmer: 27 gestartet; 22 gewertet;
Die deutschen Teilnehmer Gustl Berauer und Hans Lahr stammten aus dem annektierten tschechoslowakischen Sudetenland, Josl Gstrein aus der angeschlossenen österreichischen Ostmark.
Die fünf besten Kombinierer nach dem Langlauf waren Berauer vor Gstrein, Adi Gamma aus der Schweiz, Pauli Salonen (Finnland, in 1:13:25,1 h auf Rang 32 im Gesamtklassement der 18 km) und Paul Kraus (Deutschland).
Zum Springen waren einige Tausende an Zuschauern gekommen, der Sprungturm war 48 m hoch und brachte eindringlich die Akrobatik des Skispringens zur Geltung. Die Schanze befand sich in ausgezeichnetem Zustand, kein einziger Teilnehmer kam zu Sturz. Neben den Sprungrichtertribünen waren auch Film- und Pressetribünen und eine große Anzeigetafel aufgebaut.
Der Sprungwettbewerb stand im Zeichen des „alten Routiniers“ Sven Selånger aus Schweden, der immer noch eine Sonderklasse darstellte. Er schaffte mit 63 und 67 Metern in beiden Durchgängen die Höchstweite, wodurch er sich noch von Rang 22 auf Platz sechs verbessern konnte. Berauer brauchte seine Sprünge praktisch nur halbwegs zu stehen, er kam auf 56,5 und 57 m (beim zweiten etwas wackelig, aber er hielt sich) – und damit stand sein überlegener Sieg fest. Salonen gelang es, mit 57 und 60 Metern noch, Gstrein zu verdrängen, der auf 57 und 58,5 m kam, jeweils etwas Rücklage hatte und vor allem im Stil deutliche Defizite verzeichnete. Der Deutsche Hellmut Lantschner sprang 61 und 60 m und lag im Endklassement auf Patz elf. Der Schweizer Heini Klotz (Gesamtrang achtzehn) erzielte 53 und 56 Meter. Sein Landsmann Pius Russi (als schwacher Springer bekannt) erreichte 47 und 49 Meter (Gesamtrang neunzehn).

## Militärpatrouillenlauf

### Mannschaftswettkampf
| Platz | Land            | Sportler | Zeit      |
| ----- | --------------- | --- | --------- |
| 1     | Schweden        | Wilhelm Hjukström, Leutnant Martin Matsbo, Hauptgefreiter Nils Östensson, Unteroffizier Gösta Andersson, Unteroffizier | 2:13:21 h |
| 2     | Deutsches Reich | Günther Meergans, Leutnant Heinrich Schaumann, Unteroffizier Josef Gstrein, Gefreiter Alfred Rößner, Jäger             | 2:20:17 h |
| 3     | Italien         | Luigi Perenni (Alois Prenn), Lt. Achille Compagnoni, Unteroffizier Maurizio Celeste Giovani Fantoni                    | 2:23:55 h |
| 4     | Schweiz         | Robert Zurbriggen, OLt. Willy Bernath Heinz von Allmen Hans Schoch                                                     | 2:28:12 h |
| 5     | Jugoslawien     | Zdenko Švigelj, Lt. Martin Brumec, Wm. Ladislav Jazbec, Sdt. Jože Knific, Sdt.                                         | 2:48:38 h |
| 6     | Slowakei        | ? Kukliš, Lt. Karol Bruk, Wm. ? Konček, Kp. Vincent Hudáček, Kp.                                                       | 2:49:23 h |
| DNF   | Finnland        | Pekka Vanninen, Lt. Arvi Vanninen, Feldw. ? Heliste, Kp. Sauli Rytky, WM                                               |           |

Datum: Freitag, 7. Februar 1941
Teilnehmer: 7 Mannschaften gemeldet; 7 gestartet; 6 gewertet
Im Rahmen dieser Weltmeisterschaften wurde wie bei den Olympischen Winterspielen 1936 auch ein Militärpatrouillenlauf ausgetragen, der jedoch von Anfang an nicht zum offiziellen WM-Programm gehörte. Das Ergebnis floss daher nicht mit in den – nach dem FIS-Beschluss von 1946 nicht mehr offiziellen – Medaillenspiegel ein. Die Teilnehmermannschaften bestanden aus jeweils vier Soldaten, geführt von einem Offizier, der eine Pistole mit sich führte und sich an den Schießwettbewerben nicht selbst beteiligte, zudem aus einem Unteroffiziersdienstgrad sowie aus zwei Mannschaftsdienstgraden. Insgesamt traten Teams aus sieben Nationen an.
Zum Militärpatrouillenlauf hatte jeder Vertreter einer Nation für ein anderes Land die Startnummern gezogen, wobei die Schweiz von Deutschland mit sieben die beste erhielt, anderseits die Schweiz sich für die Gastfreundschaft revanchierte und den Italienern Nr. sechs zukommen ließ. Die Nr. eins hatte Deutschland vor Jugoslawien, der Slowakei, Finnland und Schweden.
Eine verschlussfreie leichte Hose der Italiener mit Gummizug im Bund wurde nicht zugelassen. Der Start erfolgte um 9.30 Uhr, die Intervalle betrugen jeweils drei Minuten, die 25 km lange Strecke war in fünf Abschnitte geteilt, wobei es vorerst in südliche Richtung ging. Der zweite Abschnitt wurde als der schwierigste bezeichnet. Total gab es ca. 1000 m Steigung. Der sicherlich schwere Lauf – die Teilnehmer waren mit zwölf kg bepackt – wurde durch prachtvolles Wetter und ausgezeichnete Schneeverhältnisse erleichtert.
Schweden war eine Klasse für sich, führte fortwährend, da gab es für die übrigen Nationen keine Möglichkeit heranzukommen. Schon der erste finnische Läufer Arvi Vanninen war nach zwei Kilometern beim Übergang zur Bachbrücke gestürzt und hatte nicht nur einen Skibruch, sondern auch einen Achselbruch erlitten. Nach dem ersten Abschnitt waren Deutschland – hier musste Josef Gstrein den an einer Blutvergiftung an der Hand ausgefallenen Gefr. Moll ersetzen –, die Schweiz und Italien auf den Verfolgerplätzen. Ein Sturz von Oberlt. Willy Bernath, der einen Bindungsdefekt und eine Schienbeinverletzung davongetragen hatte, ließ die Schweiz hinter Italien zurückfallen. Das Schießen wurde nach dem vierten Abschnitt auf einem Übungsplatz absolviert, wobei Ballons getroffen werden mussten. Gstrein hatte als erster Schütze den falschen Ballon anvisiert. Sowohl Italien als auch die Schweizer (Hans Schoch, Robert Zurbriggen, Heinz von Allmen) schossen schnell und sicher. So mussten sie keine Zeitzuschläge hinnehmen. Pech für die Schweizer war allerdings, dass Schoch bei seiner Aufholjagd einen Krampfanfall erlitt und der verletzte Bernath übernehmen musste. Beim Schießen wurde Schweden mit fünfzehn Sekunden Zuschlag Dritter vor Jugoslawien (1 Minute), Deutschland (1:15 min) und der Slowakei (2:45 min).

## Videolink
- I Campionati mondiali di sci - Cortina d'Ampezzo 1941 XIX, patrimonio.archivioluce.com, abgerufen am 12. Oktober 2023